# Washington Harrison Donaldson
Pour les articles homonymes, voir Donaldson.
Washington Harrison Donaldson, né le 10 octobre 1840 à Philadelphie et mort dans le lac Michigan le 15 juillet 1875, est un gymnaste, ventriloque, magicien et aéronaute américain.

## Biographie

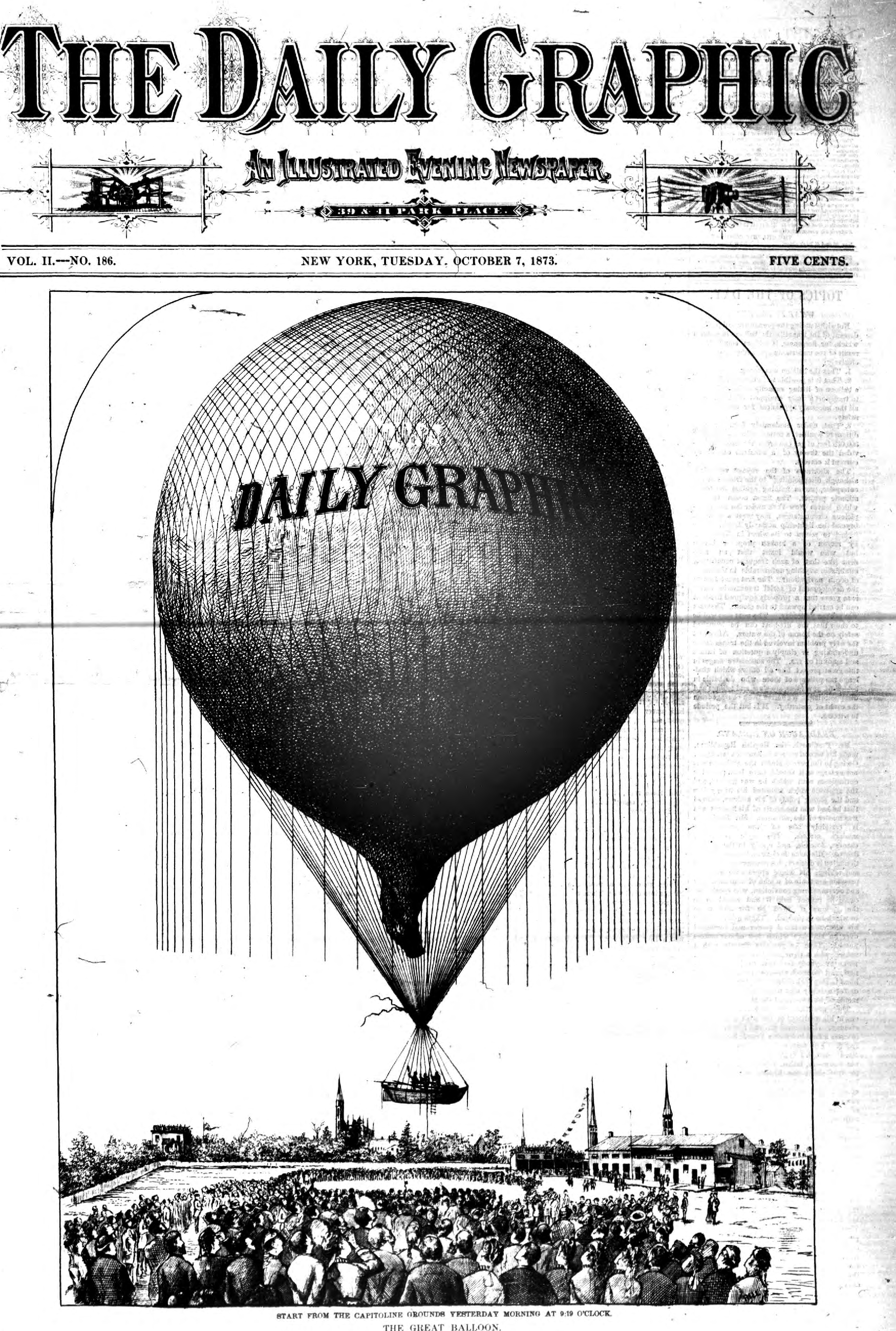
Première page du Daily Graphic du 7 octobre 1873 montrant Donaldson dans une de ses ascensions.

Fils de David Donaldson, un artiste, Washington Harrison Donaldson nait à Philadelphie le 10 octobre 1840.
De 1857 à 1871 il se fait connaître en parcourant les États-Unis avec ses nombreux tours de magie. En 1862, il traverse la rivière Schuylkill sur une corde, retourne au milieu et saute dans le cours d'eau. Il est aussi connu pour avoir traversé sur une corde à Rochester la Genesee en poussant un homme dans une brouette.
En 1871, il achète un aérostat et commence avec celui-ci des acrobaties aériennes. En 1873, il invente avec John Wise le Daily Graphic, un ballon transatlantique sponsorisé par The Daily Graphic. Barnum l'engage en 1875.
Après un accident, il construit le Magenta avec lequel il traverse des lacs américains et canadiens. En 1875, il organise avec Newton S. Grimwood, journaliste au Chicago Daily Journal et Wise la traversée du lac Michigan. Le ballon disparait et aucune pièce n'en sera jamais retrouvée. Seul le corps de Grimwood est alors repêché.
Jules Verne l'évoque dans le chapitre III de son roman Robur-le-Conquérant.